# James R. Benford
James R. Benford (* 9. Dezember 1913 in Schenectady, Bundesstaat New York; † 27. Januar 2001 in The Pines) war ein US-amerikanischer Filmtechniker, optischer Ingenieur und Erfinder, der 1960 mit einem Oscar für Wissenschaft und Entwicklung ausgezeichnet wurde. Bei dem Preis handelt es sich um eine sogenannte Class-II-Auszeichnung, da die Preisträger statt einer Oscar-Statuette (Class I) eine Oscar-Plakette erhalten.

## Biografie
James R. Benford war der Sohn von Frank G. und Georgia Rattray Benford. Er war der zweitälteste von vier Brüdern, die alle, wenn auch in unterschiedlichen Bereichen des Ingenieurwesen tätig waren. Ihr Vater war einer der ersten Physiker bei General Electric. Benford schloss 1935 sein Studium an der University of Rochester in Rochester, New York, ab und arbeitete sodann für die Bausch & Lomb Optical Company unter anderem an der Konstruktion von Mikroskopen. Er begann seine Laufbahn als optischer Ingenieur und ging 1970 als Direktor für Forschung und Entwicklung für visuelle Instrumente in den Ruhestand. Zu den Projekten, die von ihm entworfen wurden, gehören Cinemascope-Filmobjektive, Teleskope, Periskope, Ferngläser, Mikroskope und binokulare Mikroskope.
Im Jahr 1960 wurde James R. Benford gemeinsam mit Howard S. Coleman, A. Francis Turner, Harold H. Schroeder, und Harold E. Rosenberger, die zu dieser Zeit alle bei der Bausch & Lomb Optical Co. beschäftigt waren, mit einem Oscar für Wissenschaft und Entwicklung ausgezeichnet. Ihnen wurde diese Auszeichnung „for the design and development of the Balcold projection mirror“ (für das Design und die Entwicklung des Balcold-Projektionsspiegels) zuerkannt.
Während seiner Zeit bei Bauch & Lomb erwarb Benford zahlreiche Patente, selbst im Ruhestand noch ein weiteres Patent für ein Mehrganggetriebe für Fahrräder mit dem sanfteres Schalten möglich ist. Bereits vor seiner Pensionierung schrieb er für die Encyclopedia Britannica einen Artikel über Mikroskope.
Verheiratet war Benford seit 1939 mit Margaret Baily, die vor ihm und kurz vor ihrem 61. Geburtstag starb. Das Paar lebte von 1944 bis 1970 in Irondequoit, Bundesstaat New York, einem Vorort von Rochester. 1998 zogen die Benfords nach St. Michaels, um dort bei ihrem Sohn zu leben. Auch eine Tochter gehörte zur Familie.

## Auszeichnung (Auswahl)
Oscar/Wissenschaft und Entwicklung 1960 an James R. Benford, Coleman, Turner, Schroeder und Rosenberger